# Heterogynidae
Heterogynidae este o familie de lepidoptere din superfamilia Zygaenoidea. În prezent sunt recunoscute doar două genuri: Heterogynis și Janseola. 